# Eleições legislativas na Itália em 1979

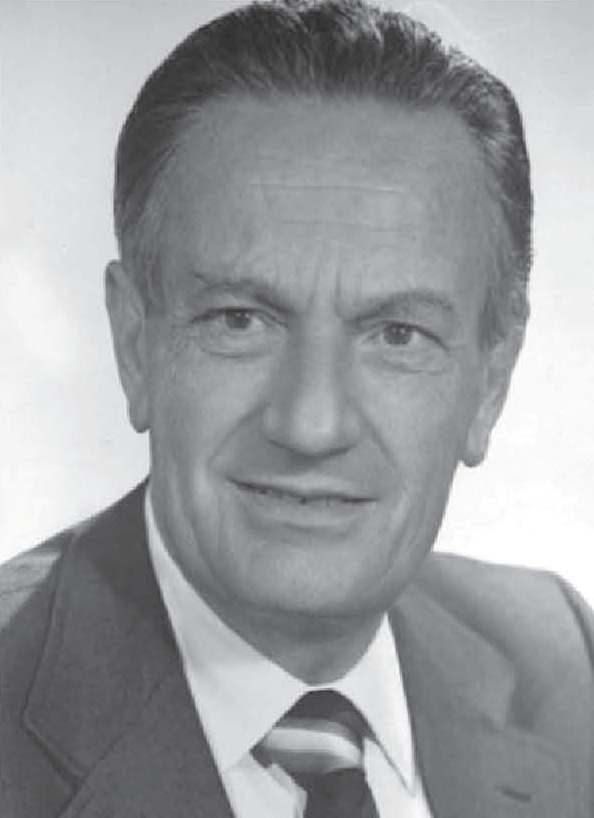
Vencedor das eleições, Benigno Zaccagnini

As eleições legislativas na Itália em 1979 foram realizadas a 3 de Junho e, serviram para eleger os 630 membros da Câmara dos Deputados e os 315 membros do Senado da República.
A Democracia Cristã foi, novamente, o partido mais votado, mantendo-se estável nos 38% dos votos, como era habitual, desde da década de 1960.
O grande derrotado foi o Partido Comunista Italiano, a baixar dos 34% de 1976 para 30% dos votos, o que significou uma perda de 27 deputados.
O Partido Socialista Italiano contrariou o declínio eleitoral, conquistando 10% dos votos.
Destaque ainda, para o resultado obtido pelo Partido Radical, que conquistou 3,5% dos votos e 14 deputados.
Após as eleições, inicialmente, a Democracia Cristã liderou um governo de coligação com o Partido Socialista Democrático Italiano e o Partido Liberal Italiano, mas, em 1980, a coligação iria ser alargada ao Partido Socialista Italiano e o Partido Liberal Italiano.
O pacto entre DC, PSI, PSDI, PLI e PRI, conhecido como Pentapartito, iria marcar a década de 1980, ao, por um lado, vedar de vez a chegada dos comunistas ao poder e, por outro lado, permitir a chegada de políticos não-democratas cristãos tornarem-se primeiros-ministros, como aconteceu, pela primeira vez, em 1981, com a nomeação de Giovanni Spadollini, líder do Partido Republicano Italiano.

## Resultados Oficiais

### Câmara dos Deputados
| Partido                 | Partido                                 | Votos      | %               | +/-   | Deputados | +/-     |
| ----------------------- | --------------------------------------- | ---------- | --------------- | ----- | --------- | ------- |
|                         | Democracia Cristã                       | 14 046 290 | 38,30 / 100,00  | 0,41  | 262 / 630 | Estável |
|                         | Partido Comunista Italiano              | 11 139 231 | 30,38 / 100,00  | 3,99  | 201 / 630 | 27      |
|                         | Partido Socialista Italiano             | 3 596 802  | 9,81 / 100,00   | 0,17  | 62 / 630  | 5       |
|                         | Movimento Social Italiano               | 1 930 639  | 5,26 / 100,00   | 0,84  | 30 / 630  | 5       |
|                         | Partido Socialista Democrático Italiano | 1 407 535  | 3,84 / 100,00   | 0,46  | 20 / 630  | 5       |
|                         | Partido Radical                         | 1 264 870  | 3,45 / 100,00   | 2,38  | 18 / 630  | 14      |
|                         | Partido Republicano Italiano            | 1 110 209  | 3,03 / 100,00   | 0,06  | 16 / 630  | 2       |
|                         | Partido Liberal Italiano                | 712 646    | 1,94 / 100,00   | 0,63  | 9 / 630   | 4       |
|                         | Partido da Unidade Proletária           | 502 247    | 1,37 / 100,00   | Novo  | 6 / 630   | Novo    |
|                         | Partido Popular Sul Tirolês             | 204 899    | 0,56 / 100,00   | 0,06  | 4 / 630   | 1       |
|                         | Lista por Trieste                       | 65 505     | 0,18 / 100,00   | Novo  | 1 / 630   | Novo    |
|                         | União Valdostana                        | 33 250     | 0,09 / 100,00   | -     | 1 / 630   | -       |
|                         | Outros                                  | 657 185    | 1,83 / 100,00   |       | 0 / 630   |         |
| Votos Inválidos         | Votos Inválidos                         | 1 571 610  | 4,11 / 100,00   | 1,33  |           |         |
| Total                   | Total                                   | 38 242 918 | 100,00 / 100,00 |       | 630 / 630 |         |
| Eleitorado/Participação | Eleitorado/Participação                 | 42 203 354 | 90,62 / 100,00  | 2,77  |           |         |
| Fonte                   | Fonte                                   | [ 3 ]      | [ 3 ]           | [ 3 ] | [ 3 ]     | [ 3 ]   |

### Senado da República
| Partido                 | Partido                                 | Votos      | %               | +/-   | Senadores | +/-     |
| ----------------------- | --------------------------------------- | ---------- | --------------- | ----- | --------- | ------- |
|                         | Democracia Cristã                       | 12 010 716 | 38,34 / 100,00  | 0,54  | 138 / 315 | 3       |
|                         | Partido Comunista Italiano              | 9 855 951  | 31,46 / 100,00  | 2,37  | 109 / 315 | 7       |
|                         | Partido Socialista Italiano             | 3 252 410  | 10,38 / 100,00  | 0,18  | 32 / 315  | 3       |
|                         | Movimento Social Italiano               | 1 780 950  | 5,68 / 100,00   | 0,95  | 13 / 315  | 2       |
|                         | Partido Socialista Democrático Italiano | 1 320 729  | 4,22 / 100,00   | 1,12  | 9 / 315   | 3       |
|                         | Partido Republicano Italiano            | 1 053 251  | 3,36 / 100,00   | 0,67  | 6 / 315   | Estável |
|                         | Partido Liberal Italiano                | 691 718    | 2,21 / 100,00   | 0,82  | 2 / 315   | Estável |
|                         | Partido Radical                         | 413 444    | 1,32 / 100,00   | 0,47  | 2 / 315   | 2       |
|                         | Partido Radical - Nova Esquerda Unida   | 365 954    | 1,17 / 100,00   | Novo  | 0 / 315   | Novo    |
|                         | Partido Popular Sul Tirolês             | 172 582    | 0,55 / 100,00   | 0,05  | 3 / 315   | 1       |
|                         | União Valdostana                        | 37 082     | 0,12 / 100,00   | -     | 1 / 315   | -       |
|                         | Outros                                  | 376 078    | 1,19 / 100,00   |       | 0 / 315   |         |
| Votos Inválidos         | Votos Inválidos                         | 1 645 509  | 4,99 / 100,00   | 1,40  |           |         |
| Total                   | Total                                   | 32 976 304 | 100,00 / 100,00 |       | 315 / 315 |         |
| Eleitorado/Participação | Eleitorado/Participação                 | 36 362 037 | 90,69 / 100,00  | 2,71  |           |         |
| Fonte                   | Fonte                                   | [ 4 ]      | [ 4 ]           | [ 4 ] | [ 4 ]     | [ 4 ]   |

## Resultados por Distrito Eleitoral

### Câmara dos Deputados
| Distrito Eleitoral | %    | D   | %    | D   | %    | D   | %    | D   | %    | D    | %   | D  | %   | D   | %   | D   | %    | D    | %    | D   | %    | D   | %    | D  | Mandatos | Votantes   |
| Distrito Eleitoral | DC   | DC  | PCI  | PCI | PSI  | PSI | MSI  | MSI | PSDI | PSDI | PR  | PR | PRI | PRI | PLI | PLI | PdUP | PdUP | SVP  | SVP | LpT  | LpT | UV   | UV | Mandatos | Votantes   |
| ------------------ | ---- | --- | ---- | --- | ---- | --- | ---- | --- | ---- | ---- | --- | -- | --- | --- | --- | --- | ---- | ---- | ---- | --- | ---- | --- | ---- | -- | -------- | ---------- |
| Turim              | 31,0 | 12  | 32,9 | 13  | 10,6 | 4   | 3,9  | 1   | 4,9  | 2    | 5,0 | 2  | 4,3 | 2   | 4,1 | 2   | 1,8  | 1    | -    | -   | -    | -   | -    | -  | 39       | 2 343 894  |
| Cuneo              | 41,4 | 7   | 24,7 | 4   | 9,7  | 1   | 2,7  | -   | 5,6  | 1    | 3,5 | -  | 3,9 | 1   | 5,8 | 1   | 1,4  | -    | -    | -   | -    | -   | -    | -  | 15       | 921 186    |
| Génova             | 32,2 | 8   | 35,5 | 8   | 11,5 | 3   | 3,7  | 1   | 3,3  | -    | 4,8 | 1  | 3,4 | 1   | 3,4 | 1   | 0,9  | -    | -    | -   | -    | -   | -    | -  | 23       | 1 364 625  |
| Milão              | 33,4 | 18  | 32,1 | 17  | 11,2 | 6   | 4,0  | 2   | 4,0  | 2    | 4,8 | 2  | 3,5 | 2   | 3,1 | 2   | 2,0  | 1    | -    | -   | -    | -   | -    | -  | 52       | 3 217 950  |
| Como               | 43,6 | 9   | 23,4 | 5   | 12,5 | 2   | 3,3  | -   | 4,4  | 1    | 3,6 | 1  | 2,9 | 1   | 2,9 | 1   | 1,8  | -    | -    | -   | -    | -   | -    | -  | 20       | 1 197 784  |
| Bréscia            | 51,1 | 12  | 21,6 | 5   | 10,0 | 2   | 3,2  | 1   | 3,6  | 1    | 2,8 | 1  | 2,0 | -   | 2,1 | -   | 2,1  | 1    | -    | -   | -    | -   | -    | -  | 23       | 1 301 132  |
| Mântua             | 37,8 | 4   | 34,5 | 3   | 12,4 | 1   | 3,5  | -   | 3,2  | -    | 2,5 | -  | 1,7 | -   | 1,5 | -   | 1,9  | -    | -    | -   | -    | -   | -    | -  | 8        | 530 380    |
| Trento             | 31,0 | 4   | 11,1 | 1   | 6,6  | 1   | 2,4  | -   | 2,7  | -    | 4,3 | -  | 2,2 | -   | 1,3 | -   | 0,9  | -    | 35,8 | 4   | -    | -   | -    | -  | 10       | 595 050    |
| Verona             | 54,0 | 16  | 19,6 | 6   | 8,8  | 2   | 3,3  | 1   | 3,8  | 1    | 3,5 | 1  | 2,6 | 1   | 1,9 | 1   | 1,2  | -    | -    | -   | -    | -   | -    | -  | 29       | 1 787 213  |
| Veneza             | 44,6 | 8   | 25,3 | 5   | 10,8 | 2   | 2,8  | -   | 4,5  | 1    | 4,0 | 1  | 3,2 | -   | 1,8 | -   | 1,7  | -    | -    | -   | -    | -   | -    | -  | 17       | 1 079 487  |
| Údine              | 41,7 | 6   | 23,4 | 3   | 9,0  | 1   | 3,7  | -   | 7,6  | 1    | 3,7 | -  | 2,8 | -   | 1,6 | -   | 1,3  | -    | -    | -   | -    | -   | -    | -  | 11       | 859 215    |
| Bolonha            | 24,8 | 7   | 48,0 | 13  | 8,3  | 2   | 2,7  | 1   | 3,9  | 1    | 3,0 | 1  | 6,0 | 2   | 1,4 | -   | 1,0  | -    | -    | -   | -    | -   | -    | -  | 27       | 1 718 948  |
| Parma              | 30,7 | 6   | 46,5 | 10  | 9,0  | 2   | 2,6  | -   | 3,8  | 1    | 2,4 | -  | 1,9 | -   | 1,3 | -   | 1,1  | -    | -    | -   | -    | -   | -    | -  | 19       | 1 268 431  |
| Florença           | 29,1 | 5   | 48,4 | 9   | 9,0  | 1   | 2,7  | -   | 2,2  | -    | 2,7 | -  | 2,4 | -   | 1,0 | -   | 1,4  | -    | -    | -   | -    | -   | -    | -  | 15       | 1 084 906  |
| Pisa               | 32,4 | 5   | 41,1 | 7   | 10,4 | 2   | 3,8  | -   | 3,0  | -    | 2,6 | -  | 3,3 | -   | 1,0 | -   | 1,5  | -    | -    | -   | -    | -   | -    | -  | 14       | 977 826    |
| Siena              | 28,1 | 3   | 48,8 | 5   | 10,2 | 1   | 3,4  | -   | 2,2  | -    | 1,9 | -  | 2,5 | -   | 0,9 | -   | 1,3  | -    | -    | -   | -    | -   | -    | -  | 9        | 603 633    |
| Ancona             | 37,9 | 7   | 38,1 | 7   | 7,9  | 1   | 3,9  | 1   | 2,8  | -    | 2,3 | -  | 3,5 | 1   | 1,0 | -   | 1,6  | -    | -    | -   | -    | -   | -    | -  | 17       | 1 024 659  |
| Perúgia            | 31,1 | 4   | 43,0 | 5   | 11,2 | 1   | 5,1  | -   | 1,9  | -    | 2,0 | -  | 2,6 | -   | 0,8 | -   | 1,3  | -    | -    | -   | -    | -   | -    | -  | 10       | 698 571    |
| Roma               | 36,5 | 20  | 30,2 | 16  | 8,6  | 5   | 8,1  | 4   | 3,4  | 2    | 5,2 | 3  | 3,3 | 2   | 1,9 | 1   | 0,9  | 1    | -    | -   | -    | -   | -    | -  | 54       | 3 308 426  |
| L'Aquila           | 45,7 | 7   | 31,1 | 5   | 7,6  | 1   | 5,8  | 1   | 2,6  | -    | 2,3 | -  | 1,8 | -   | 0,9 | -   | 1,0  | -    | -    | -   | -    | -   | -    | -  | 14       | 827 082    |
| Campobasso         | 54,7 | 3   | 21,5 | 1   | 7,4  | -   | 5,2  | -   | 2,8  | -    | 1,9 | -  | 2,1 | -   | 2,2 | -   | 1,8  | -    | -    | -   | -    | -   | -    | -  | 4        | 214 000    |
| Nápoles            | 39,0 | 16  | 27,1 | 11  | 8,6  | 3   | 10,1 | 4   | 4,1  | 1    | 3,6 | 1  | 2,9 | 1   | 1,2 | -   | 1,2  | 1    | -    | -   | -    | -   | -    | -  | 38       | 2 124 572  |
| Benevento          | 48,6 | 10  | 20,6 | 4   | 10,9 | 2   | 7,3  | 1   | 4,4  | 1    | 1,8 | -  | 1,9 | -   | 1,3 | -   | 1,4  | -    | -    | -   | -    | -   | -    | -  | 18       | 1 068 798  |
| Bari               | 42,1 | 10  | 27,1 | 7   | 10,2 | 2   | 8,3  | 2   | 4,2  | 1    | 2,5 | 1  | 1,9 | -   | 1,5 | -   | 1,0  | -    | -    | -   | -    | -   | -    | -  | 23       | 1 291 364  |
| Lecce              | 43,6 | 9   | 26,2 | 5   | 10,2 | 2   | 9,0  | 2   | 3,5  | -    | 1,8 | -  | 2,0 | -   | 1,1 | -   | 1,3  | -    | -    | -   | -    | -   | -    | -  | 18       | 1 071 667  |
| Potenza            | 43,6 | 4   | 28,9 | 2   | 11,0 | 1   | 5,8  | -   | 3,6  | -    | 1,7 | -  | 1,2 | -   | 0,9 | -   | 2,0  | -    | -    | -   | -    | -   | -    | -  | 7        | 379 262    |
| Catanzaro          | 42,8 | 10  | 26,7 | 6   | 12,8 | 3   | 7,0  | 2   | 3,2  | 1    | 1,9 | -  | 1,7 | -   | 0,7 | -   | 1,8  | 1    | -    | -   | -    | -   | -    | -  | 23       | 1 175 398  |
| Catânia            | 42,4 | 12  | 21,7 | 6   | 10,1 | 3   | 9,4  | 3   | 5,0  | 1    | 2,7 | 1  | 3,4 | 1   | 1,8 | -   | 1,1  | -    | -    | -   | -    | -   | -    | -  | 27       | 1 552 501  |
| Palermo            | 45,2 | 12  | 20,4 | 5   | 10,0 | 3   | 6,4  | 2   | 4,3  | 1    | 3,3 | 1  | 4,6 | 1   | 1,9 | -   | 1,2  | -    | -    | -   | -    | -   | -    | -  | 25       | 1 388 814  |
| Cagliari           | 38,1 | 7   | 31,7 | 6   | 8,9  | 2   | 6,3  | 1   | 3,3  | -    | 3,5 | 1  | 1,9 | -   | 1,3 | -   | 1,3  | -    | -    | -   | -    | -   | -    | -  | 17       | 960 704    |
| Vale de Aosta      | 18,3 | -   | -    | -   | -    | -   | 2,8  | -   | -    | -    | -   | -  | -   | -   | -   | -   | -    | -    | -    | -   | -    | -   | 45,2 | 1  | 1        | 80 686     |
| Trieste            | 23,3 | 1   | 22,9 | 1   | 3,8  | -   | 6,0  | -   | 2,4  | -    | 6,2 | -  | 1,7 | -   | 1,0 | -   | 0,7  | -    | -    | -   | 28,7 | 1   | -    | -  | 3        | 224 754    |
| Itália             | 38,3 | 262 | 30,4 | 201 | 9,8  | 62  | 5,3  | 30  | 3,8  | 20   | 3,5 | 18 | 3,0 | 16  | 1,9 | 9   | 1,4  | 6    | 0,6  | 4   | 0,2  | 1   | 0,1  | 1  | 630      | 38 242 918 |

#### Torino-Novara-Vercelli
| Partido                 | Partido                                 | Votos     | %               | +/-  | Deputados | +/-     |
| ----------------------- | --------------------------------------- | --------- | --------------- | ---- | --------- | ------- |
|                         | Partido Comunista Italiano              | 729 032   | 32,85 / 100,00  | 5,36 | 13 / 39   | 2       |
|                         | Democracia Cristã                       | 687 412   | 30,97 / 100,00  | 1,79 | 12 / 39   | 1       |
|                         | Partido Socialista Italiano             | 234 310   | 10,56 / 100,00  | 0,33 | 4 / 39    | Estável |
|                         | Partido Radical                         | 111 844   | 5,04 / 100,00   | 3,32 | 2 / 39    | 1       |
|                         | Partido Socialista Democrático Italiano | 107 953   | 4,86 / 100,00   | 0,45 | 2 / 39    | 1       |
|                         | Partido Republicano Italiano            | 94 750    | 4,27 / 100,00   | 0,31 | 2 / 39    | 1       |
|                         | Partido Liberal Italiano                | 89 940    | 4,05 / 100,00   | 1,33 | 2 / 39    | 1       |
|                         | Movimento Social Italiano               | 87 069    | 3,92 / 100,00   | 0,14 | 1 / 39    | Estável |
|                         | Partido da Unidade Proletária           | 39 142    | 1,76 / 100,00   | Novo | 1 / 39    | Novo    |
|                         | Nova Esquerda Unida                     | 23 241    | 1,05 / 100,00   | 0,81 | 0 / 39    | 1       |
|                         | Outros                                  | 14 744    | 0,66 / 100,00   |      | 0 / 39    |         |
| Votos Inválidos         | Votos Inválidos                         | 190 866   | 8,14 / 100,00   | 2,99 |           |         |
| Total                   | Total                                   | 2 343 894 | 100,00 / 100,00 |      | 39 / 39   | 1       |
| Eleitorado/Participação | Eleitorado/Participação                 | 2 504 825 | 93,58 / 100,00  | 1,31 |           |         |

#### Cuneo-Alessandria-Asti
| Partido                 | Partido                                 | Votos   | %               | +/-     | Deputados | +/-     |
| ----------------------- | --------------------------------------- | ------- | --------------- | ------- | --------- | ------- |
|                         | Democracia Cristã                       | 357 605 | 41,37 / 100,00  | 1,83    | 7 / 15    | Estável |
|                         | Partido Comunista Italiano              | 213 179 | 24,66 / 100,00  | 3,68    | 4 / 15    | 1       |
|                         | Partido Socialista Italiano             | 83 812  | 9,70 / 100,00   | 0,19    | 1 / 15    | Estável |
|                         | Partido Liberal Italiano                | 50 359  | 5,83 / 100,00   | 2,12    | 1 / 15    | Estável |
|                         | Partido Socialista Democrático Italiano | 48 025  | 5,56 / 100,00   | 0,11    | 1 / 15    | Estável |
|                         | Partido Republicano Italiano            | 33 488  | 3,87 / 100,00   | Estável | 1 / 15    | Estável |
|                         | Partido Radical                         | 29 970  | 3,47 / 100,00   | 1,21    | 0 / 15    | Estável |
|                         | Movimento Social Italiano               | 23 701  | 2,74 / 100,00   | 0,17    | 0 / 15    | Estável |
|                         | Partido da Unidade Proletária           | 12 123  | 1,40 / 100,00   | Novo    | 0 / 15    | Novo    |
|                         | Outros                                  | 12 056  | 1,40 / 100,00   |         | 0 / 15    |         |
| Votos Inválidos         | Votos Inválidos                         | 91 945  | 9,98 / 100,00   | 3,33    |           |         |
| Total                   | Total                                   | 921 186 | 100,00 / 100,00 |         | 15 / 15   | 1       |
| Eleitorado/Participação | Eleitorado/Participação                 | 977 115 | 94,28 / 100,00  | 1,49    |           |         |

#### Genova-Imperia-La Spezia-Savona
| Partido                 | Partido                                 | Votos     | %               | +/-  | Deputados | +/-     |
| ----------------------- | --------------------------------------- | --------- | --------------- | ---- | --------- | ------- |
|                         | Partido Comunista Italiano              | 463 045   | 35,52 / 100,00  | 3,56 | 8 / 23    | 1       |
|                         | Democracia Cristã                       | 419 482   | 32,17 / 100,00  | 2,27 | 8 / 23    | Estável |
|                         | Partido Socialista Italiano             | 150 322   | 11,53 / 100,00  | 0,59 | 3 / 23    | 1       |
|                         | Partido Radical                         | 63 029    | 4,83 / 100,00   | 3,31 | 1 / 23    | Estável |
|                         | Movimento Social Italiano               | 48 822    | 3,74 / 100,00   | 0,61 | 1 / 23    | Estável |
|                         | Partido Republicano Italiano            | 44 817    | 3,44 / 100,00   | 0,39 | 1 / 23    | Estável |
|                         | Partido Liberal Italiano                | 43 641    | 3,35 / 100,00   | 1,57 | 1 / 23    | 1       |
|                         | Partido Socialista Democrático Italiano | 43 081    | 3,30 / 100,00   | 0,34 | 0 / 23    | Estável |
|                         | Outros                                  | 27 558    | 2,11 / 100,00   |      | 0 / 23    |         |
| Votos Inválidos         | Votos Inválidos                         | 92 999    | 6,81 / 100,00   | 2,79 |           |         |
| Total                   | Total                                   | 1 364 625 | 100,00 / 100,00 |      | 23 / 23   | 1       |
| Eleitorado/Participação | Eleitorado/Participação                 | 1 475 778 | 92,47 / 100,00  | 2,63 |           |         |

#### Milano-Pavia
| Partido                 | Partido                                 | Votos     | %               | +/-  | Deputados | +/-     |
| ----------------------- | --------------------------------------- | --------- | --------------- | ---- | --------- | ------- |
|                         | Democracia Cristã                       | 1 034 635 | 33,36 / 100,00  | 1,79 | 18 / 52   | 1       |
|                         | Partido Comunista Italiano              | 994 783   | 32,08 / 100,00  | 3,75 | 17 / 52   | 2       |
|                         | Partido Socialista Italiano             | 348 608   | 11,24 / 100,00  | 0,61 | 6 / 52    | Estável |
|                         | Partido Radical                         | 147 541   | 4,76 / 100,00   | 3,17 | 2 / 52    | 1       |
|                         | Partido Socialista Democrático Italiano | 125 107   | 4,03 / 100,00   | 0,87 | 2 / 52    | 1       |
|                         | Movimento Social Italiano               | 124 672   | 4,02 / 100,00   | 0,23 | 2 / 52    | Estável |
|                         | Partido Republicano Italiano            | 108 359   | 3,49 / 100,00   | 0,60 | 2 / 52    | Estável |
|                         | Partido Liberal Italiano                | 94 856    | 3,06 / 100,00   | 1,62 | 2 / 52    | 1       |
|                         | Partido da Unidade Proletária           | 60 428    | 1,95 / 100,00   | Novo | 1 / 52    | Novo    |
|                         | Nova Esquerda Unida                     | 43 366    | 1,40 / 100,00   | 1,17 | 0 / 52    | 1       |
|                         | Outros                                  | 18 835    | 0,61 / 100,00   |      | 0 / 52    |         |
| Votos Inválidos         | Votos Inválidos                         | 185 001   | 5,75 / 100,00   | 2,07 |           |         |
| Total                   | Total                                   | 3 217 950 | 100,00 / 100,00 |      | 52 / 52   |         |
| Eleitorado/Participação | Eleitorado/Participação                 | 3 387 593 | 94,99 / 100,00  | 0,99 |           |         |

#### Como-Sondrio-Varese
| Partido                 | Partido                                 | Votos     | %               | +/-  | Deputados | +/-     |
| ----------------------- | --------------------------------------- | --------- | --------------- | ---- | --------- | ------- |
|                         | Democracia Cristã                       | 498 172   | 43,60 / 100,00  | 1,83 | 9 / 20    | Estável |
|                         | Partido Comunista Italiano              | 267 418   | 23,40 / 100,00  | 3,77 | 5 / 20    | Estável |
|                         | Partido Socialista Italiano             | 143 174   | 12,53 / 100,00  | 0,69 | 2 / 20    | Estável |
|                         | Partido Socialista Democrático Italiano | 49 799    | 4,36 / 100,00   | 0,61 | 1 / 20    | 1       |
|                         | Partido Radical                         | 41 041    | 3,59 / 100,00   | 2,54 | 1 / 20    | 1       |
|                         | Movimento Social Italiano               | 38 096    | 3,33 / 100,00   | 0,30 | 0 / 20    | 1       |
|                         | Partido Republicano Italiano            | 33 441    | 2,93 / 100,00   | 0,40 | 1 / 20    | Estável |
|                         | Partido Liberal Italiano                | 32 807    | 2,87 / 100,00   | 1,11 | 1 / 20    | 1       |
|                         | Partido da Unidade Proletária           | 20 490    | 1,79 / 100,00   | Novo | 0 / 20    | Novo    |
|                         | Outros                                  | 18 227    | 1,60 / 100,00   |      | 0 / 20    |         |
| Votos Inválidos         | Votos Inválidos                         | 89 120    | 7,44 / 100,00   | 2,41 |           |         |
| Total                   | Total                                   | 1 197 784 | 100,00 / 100,00 |      | 20 / 20   | 1       |
| Eleitorado/Participação | Eleitorado/Participação                 | 1 272 704 | 94,11 / 100,00  | 1,38 |           |         |

#### Brescia-Bergamo
| Partido                 | Partido                                 | Votos     | %               | +/-  | Deputados | +/-     |
| ----------------------- | --------------------------------------- | --------- | --------------- | ---- | --------- | ------- |
|                         | Democracia Cristã                       | 638 228   | 51,06 / 100,00  | 2,18 | 12 / 23   | Estável |
|                         | Partido Comunista Italiano              | 269 842   | 21,59 / 100,00  | 1,47 | 5 / 23    | Estável |
|                         | Partido Socialista Italiano             | 124 340   | 9,95 / 100,00   | 0,29 | 2 / 23    | Estável |
|                         | Partido Socialista Democrático Italiano | 44 768    | 3,58 / 100,00   | 0,25 | 1 / 23    | 1       |
|                         | Movimento Social Italiano               | 39 333    | 3,15 / 100,00   | 0,18 | 1 / 23    | Estável |
|                         | Partido Radical                         | 34 542    | 2,76 / 100,00   | 1,84 | 1 / 23    | 1       |
|                         | Partido da Unidade Proletária           | 26 221    | 2,10 / 100,00   | Novo | 1 / 23    | Novo    |
|                         | Partido Liberal Italiano                | 25 724    | 2,06 / 100,00   | 0,69 | 0 / 23    | Estável |
|                         | Partido Republicano Italiano            | 24 668    | 1,97 / 100,00   | 0,14 | 0 / 23    | Estável |
|                         | Outros                                  | 22 364    | 1,79 / 100,00   |      | 0 / 23    |         |
| Votos Inválidos         | Votos Inválidos                         | 86 035    | 6,61 / 100,00   | 2,42 |           |         |
| Total                   | Total                                   | 1 301 132 | 100,00 / 100,00 |      | 23 / 23   | 2       |
| Eleitorado/Participação | Eleitorado/Participação                 | 1 372 472 | 94,80 / 100,00  | 1,04 |           |         |

#### Mantova-Cremona
| Partido                 | Partido                                 | Votos   | %               | +/-  | Deputados | +/-     |
| ----------------------- | --------------------------------------- | ------- | --------------- | ---- | --------- | ------- |
|                         | Democracia Cristã                       | 192 710 | 37,75 / 100,00  | 0,75 | 4 / 8     | Estável |
|                         | Partido Comunista Italiano              | 176 045 | 34,48 / 100,00  | 1,95 | 3 / 8     | Estável |
|                         | Partido Socialista Italiano             | 63 131  | 12,37 / 100,00  | 1,12 | 1 / 8     | Estável |
|                         | Movimento Social Italiano               | 18 067  | 3,54 / 100,00   | 0,25 | 0 / 8     | Estável |
|                         | Partido Socialista Democrático Italiano | 16 459  | 3,22 / 100,00   | 0,24 | 0 / 8     | Estável |
|                         | Partido Radical                         | 12 606  | 2,47 / 100,00   | 1,59 | 0 / 8     | Estável |
|                         | Partido da Unidade Proletária           | 9 844   | 1,93 / 100,00   | Novo | 0 / 8     | Novo    |
|                         | Partido Republicano Italiano            | 8 670   | 1,70 / 100,00   | 0,16 | 0 / 8     | Estável |
|                         | Partido Liberal Italiano                | 7 690   | 1,51 / 100,00   | 0,70 | 0 / 8     | Estável |
|                         | Outros                                  | 5 306   | 1,83 / 100,00   |      | 0 / 8     |         |
| Votos Inválidos         | Votos Inválidos                         | 33 976  | 6,41 / 100,00   | 2,12 |           |         |
| Total                   | Total                                   | 530 380 | 100,00 / 100,00 |      | 8 / 8     |         |
| Eleitorado/Participação | Eleitorado/Participação                 | 548 863 | 96,63 / 100,00  | 0,91 |           |         |

#### Trento-Bolzano
| Partido                 | Partido                                 | Votos   | %               | +/-  | Deputados | +/-     |
| ----------------------- | --------------------------------------- | ------- | --------------- | ---- | --------- | ------- |
|                         | Partido Popular Sul Tirolês             | 204 899 | 35,83 / 100,00  | 3,33 | 4 / 10    | 1       |
|                         | Democracia Cristã                       | 177 409 | 31,03 / 100,00  | 1,79 | 4 / 10    | Estável |
|                         | Partido Comunista Italiano              | 63 416  | 11,09 / 100,00  | 2,10 | 1 / 10    | Estável |
|                         | Partido Socialista Italiano             | 37 979  | 6,64 / 100,00   | 1,23 | 1 / 10    | Estável |
|                         | Partido Radical                         | 24 317  | 4,25 / 100,00   | 3,02 | 0 / 10    | Estável |
|                         | Partido Socialista Democrático Italiano | 15 387  | 2,69 / 100,00   | 0,21 | 0 / 10    | Estável |
|                         | Movimento Social Italiano               | 13 471  | 2,36 / 100,00   | 0,22 | 0 / 10    | Estável |
|                         | Partido Republicano Italiano            | 12 453  | 2,18 / 100,00   | 0,52 | 0 / 10    | Estável |
|                         | Nova Esquerda Unida                     | 7 970   | 1,39 / 100,00   | 0,91 | 0 / 10    | Estável |
|                         | Partido Liberal Italiano                | 7 143   | 1,25 / 100,00   | 0,26 | 0 / 10    | Estável |
|                         | Outros                                  | 7 359   | 1,29 / 100,00   |      | 0 / 10    |         |
| Votos Inválidos         | Votos Inválidos                         | 37 770  | 6,35 / 100,00   | 1,89 |           |         |
| Total                   | Total                                   | 595 050 | 100,00 / 100,00 |      | 10 / 10   | 1       |
| Eleitorado/Participação | Eleitorado/Participação                 | 635 463 | 93,64 / 100,00  | 2,03 |           |         |

#### Verona-Padova-Vicenza-Rovigo
| Partido                 | Partido                                 | Votos     | %               | +/-  | Deputados | +/-     |
| ----------------------- | --------------------------------------- | --------- | --------------- | ---- | --------- | ------- |
|                         | Democracia Cristã                       | 927 163   | 53,95 / 100,00  | 1,58 | 16 / 29   | Estável |
|                         | Partido Comunista Italiano              | 337 033   | 19,61 / 100,00  | 1,75 | 6 / 29    | Estável |
|                         | Partido Socialista Italiano             | 150 892   | 8,78 / 100,00   | 0,78 | 2 / 29    | 1       |
|                         | Partido Socialista Democrático Italiano | 65 113    | 3,79 / 100,00   | 0,13 | 1 / 29    | Estável |
|                         | Partido Radical                         | 60 760    | 3,54 / 100,00   | 2,49 | 1 / 29    | 1       |
|                         | Movimento Social Italiano               | 56 948    | 3,31 / 100,00   | 0,19 | 1 / 29    | Estável |
|                         | Partido Republicano Italiano            | 45 096    | 2,62 / 100,00   | 0,16 | 1 / 29    | Estável |
|                         | Partido Liberal Italiano                | 33 225    | 1,93 / 100,00   | 0,79 | 1 / 29    | 1       |
|                         | Partido da Unidade Proletária           | 20 253    | 1,18 / 100,00   | Novo | 0 / 29    | Novo    |
|                         | Outros                                  | 21 991    | 1,12 / 100,00   |      | 0 / 29    |         |
| Votos Inválidos         | Votos Inválidos                         | 111 987   | 6,27 / 100,00   | 2,04 |           |         |
| Total                   | Total                                   | 1 787 213 | 100,00 / 100,00 |      | 29 / 29   | 1       |
| Eleitorado/Participação | Eleitorado/Participação                 | 1 882 579 | 94,93 / 100,00  | 2,20 |           |         |

#### Venezia-Treviso
| Partido                 | Partido                                 | Votos     | %               | +/-  | Deputados | +/-     |
| ----------------------- | --------------------------------------- | --------- | --------------- | ---- | --------- | ------- |
|                         | Democracia Cristã                       | 464 120   | 44,64 / 100,00  | 0,88 | 8 / 17    | Estável |
|                         | Partido Comunista Italiano              | 263 041   | 25,30 / 100,00  | 2,44 | 5 / 17    | Estável |
|                         | Partido Socialista Italiano             | 111 733   | 10,75 / 100,00  | 0,85 | 2 / 17    | Estável |
|                         | Partido Socialista Democrático Italiano | 47 161    | 4,54 / 100,00   | 0,09 | 1 / 17    | Estável |
|                         | Partido Radical                         | 41 307    | 3,97 / 100,00   | 2,81 | 1 / 17    | 1       |
|                         | Partido Republicano Italiano            | 33 178    | 3,19 / 100,00   | 0,24 | 0 / 17    | Estável |
|                         | Movimento Social Italiano               | 29 423    | 2,83 / 100,00   | 0,18 | 0 / 17    | Estável |
|                         | Partido Liberal Italiano                | 18 515    | 1,78 / 100,00   | 0,73 | 0 / 17    | Estável |
|                         | Partido da Unidade Proletária           | 17 425    | 1,68 / 100,00   | Novo | 0 / 17    | Novo    |
|                         | Outros                                  | 13 781    | 1,32 / 100,00   |      | 0 / 17    |         |
| Votos Inválidos         | Votos Inválidos                         | 62 390    | 5,78 / 100,00   | 1,34 |           |         |
| Total                   | Total                                   | 1 079 487 | 100,00 / 100,00 |      | 17 / 17   | 1       |
| Eleitorado/Participação | Eleitorado/Participação                 | 1 151 439 | 93,75 / 100,00  | 2,45 |           |         |

#### Udine-Belluno-Gorizia
| Partido                 | Partido                                 | Votos   | %               | +/-  | Deputados | +/-     |
| ----------------------- | --------------------------------------- | ------- | --------------- | ---- | --------- | ------- |
|                         | Democracia Cristã                       | 343 727 | 41,68 / 100,00  | 2,69 | 6 / 11    | Estável |
|                         | Partido Comunista Italiano              | 192 673 | 23,36 / 100,00  | 2,02 | 3 / 11    | 1       |
|                         | Partido Socialista Italiano             | 74 587  | 9,04 / 100,00   | 3,90 | 1 / 11    | 1       |
|                         | Partido Socialista Democrático Italiano | 62 712  | 7,60 / 100,00   | 1,05 | 1 / 11    | Estável |
|                         | Partido Radical                         | 30 732  | 3,73 / 100,00   | -    | 0 / 11    | -       |
|                         | Movimento Friuli                        | 30 658  | 3,72 / 100,00   | Novo | 0 / 11    | Novo    |
|                         | Movimento Social Italiano               | 30 601  | 3,71 / 100,00   | 0,27 | 0 / 11    | Estável |
|                         | Partido Republicano Italiano            | 22 887  | 2,77 / 100,00   | 0,53 | 0 / 11    | Estável |
|                         | Partido Liberal Italiano                | 12 936  | 1,57 / 100,00   | 0,38 | 0 / 11    | Estável |
|                         | Partido da Unidade Proletária           | 10 689  | 1,30 / 100,00   | Novo | 0 / 11    | Novo    |
|                         | Outros                                  | 12 561  | 1,53 / 100,00   |      | 0 / 11    |         |
| Votos Inválidos         | Votos Inválidos                         | 53 831  | 6,27 / 100,00   | 1,80 |           |         |
| Total                   | Total                                   | 859 215 | 100,00 / 100,00 |      | 11 / 11   | 2       |
| Eleitorado/Participação | Eleitorado/Participação                 | 945 237 | 90,90 / 100,00  | 3,44 |           |         |

#### Bologna-Ferrara-Ravenna-Forli
| Partido                 | Partido                                 | Votos     | %               | +/-  | Deputados | +/-     |
| ----------------------- | --------------------------------------- | --------- | --------------- | ---- | --------- | ------- |
|                         | Partido Comunista Italiano              | 802 157   | 47,99 / 100,00  | 1,24 | 13 / 27   | 1       |
|                         | Democracia Cristã                       | 413 764   | 24,75 / 100,00  | 1,10 | 7 / 27    | Estável |
|                         | Partido Socialista Italiano             | 138 101   | 8,26 / 100,00   | 0,59 | 2 / 27    | Estável |
|                         | Partido Republicano Italiano            | 100 141   | 5,99 / 100,00   | 0,01 | 2 / 27    | Estável |
|                         | Partido Socialista Democrático Italiano | 65 422    | 3,91 / 100,00   | 0,12 | 1 / 27    | Estável |
|                         | Partido Radical                         | 49 387    | 2,95 / 100,00   | 1,85 | 1 / 27    | 1       |
|                         | Movimento Social Italiano               | 45 541    | 2,72 / 100,00   | 0,42 | 1 / 27    | Estável |
|                         | Partido Liberal Italiano                | 24 086    | 1,44 / 100,00   | 0,49 | 0 / 27    | Estável |
|                         | Partido da Unidade Proletária           | 16 642    | 1,00 / 100,00   | Novo | 0 / 27    | Novo    |
|                         | Outros                                  | 16 295    | 0,98 / 100,00   |      | 0 / 27    |         |
| Votos Inválidos         | Votos Inválidos                         | 77 706    | 4,52 / 100,00   | 1,34 |           |         |
| Total                   | Total                                   | 1 718 948 | 100,00 / 100,00 |      | 27 / 27   |         |
| Eleitorado/Participação | Eleitorado/Participação                 | 1 775 968 | 96,79 / 100,00  | 0,99 |           |         |

#### Parma-Modena-Piacenza-Reggio nell'Emilia
| Partido                 | Partido                                 | Votos     | %               | +/-  | Deputados | +/-     |
| ----------------------- | --------------------------------------- | --------- | --------------- | ---- | --------- | ------- |
|                         | Partido Comunista Italiano              | 569 461   | 46,46 / 100,00  | 1,07 | 10 / 19   | Estável |
|                         | Democracia Cristã                       | 375 964   | 30,68 / 100,00  | 1,30 | 6 / 19    | Estável |
|                         | Partido Socialista Italiano             | 110 352   | 9,00 / 100,00   | 0,02 | 2 / 19    | Estável |
|                         | Partido Socialista Democrático Italiano | 46 648    | 3,81 / 100,00   | 0,08 | 1 / 19    | Estável |
|                         | Movimento Social Italiano               | 31 282    | 2,55 / 100,00   | 0,31 | 0 / 19    | Estável |
|                         | Partido Radical                         | 29 589    | 2,41 / 100,00   | 1,53 | 0 / 19    | Estável |
|                         | Partido Republicano Italiano            | 22 933    | 1,87 / 100,00   | 0,06 | 0 / 19    | Estável |
|                         | Partido Liberal Italiano                | 16 124    | 1,32 / 100,00   | 0,49 | 0 / 19    | Estável |
|                         | Partido da Unidade Proletária           | 13 599    | 1,11 / 100,00   | Novo | 0 / 19    | Novo    |
|                         | Outros                                  | 9 640     | 0,78 / 100,00   |      | 0 / 19    |         |
| Votos Inválidos         | Votos Inválidos                         | 72 332    | 5,70 / 100,00   | 1,56 |           |         |
| Total                   | Total                                   | 1 268 431 | 100,00 / 100,00 |      | 19 / 19   |         |
| Eleitorado/Participação | Eleitorado/Participação                 | 1 331 945 | 95,23 / 100,00  | 1,63 |           |         |

#### Firenze-Pistoia
| Partido                 | Partido                                 | Votos     | %               | +/-  | Deputados | +/-     |
| ----------------------- | --------------------------------------- | --------- | --------------- | ---- | --------- | ------- |
|                         | Partido Comunista Italiano              | 506 310   | 48,38 / 100,00  | 1,99 | 9 / 15    | Estável |
|                         | Democracia Cristã                       | 304 667   | 29,11 / 100,00  | 1,24 | 5 / 15    | Estável |
|                         | Partido Socialista Italiano             | 93 658    | 8,95 / 100,00   | 0,20 | 1 / 15    | Estável |
|                         | Partido Radical                         | 28 388    | 2,71 / 100,00   | 1,75 | 0 / 15    | Estável |
|                         | Movimento Social Italiano               | 28 192    | 2,69 / 100,00   | 0,38 | 0 / 15    | Estável |
|                         | Partido Republicano Italiano            | 25 583    | 2,44 / 100,00   | 0,05 | 0 / 15    | Estável |
|                         | Partido Socialista Democrático Italiano | 23 350    | 2,23 / 100,00   | 0,05 | 0 / 15    | Estável |
|                         | Partido da Unidade Proletária           | 14 561    | 1,39 / 100,00   | Novo | 0 / 15    | Novo    |
|                         | Outros                                  | 21 781    | 2,08 / 100,00   |      | 0 / 15    |         |
| Votos Inválidos         | Votos Inválidos                         | 60 639    | 5,59 / 100,00   | 2,02 |           |         |
| Total                   | Total                                   | 1 084 906 | 100,00 / 100,00 |      | 15 / 15   |         |
| Eleitorado/Participação | Eleitorado/Participação                 | 1 133 386 | 95,72 / 100,00  | 1,00 |           |         |

#### Pisa-Livorno-Lucca-Massa e Carrara
| Partido                 | Partido                                 | Votos     | %               | +/-  | Deputados | +/-     |
| ----------------------- | --------------------------------------- | --------- | --------------- | ---- | --------- | ------- |
|                         | Partido Comunista Italiano              | 384 997   | 41,12 / 100,00  | 1,67 | 7 / 14    | Estável |
|                         | Democracia Cristã                       | 303 698   | 32,44 / 100,00  | 1,39 | 5 / 14    | 1       |
|                         | Partido Socialista Italiano             | 97 108    | 10,37 / 100,00  | 0,33 | 2 / 14    | 1       |
|                         | Movimento Social Italiano               | 35 430    | 3,78 / 100,00   | 0,33 | 0 / 14    | Estável |
|                         | Partido Republicano Italiano            | 30 498    | 3,26 / 100,00   | 0,02 | 0 / 14    | Estável |
|                         | Partido Socialista Democrático Italiano | 27 798    | 2,97 / 100,00   | 0,36 | 0 / 14    | Estável |
|                         | Partido Radical                         | 23 945    | 2,56 / 100,00   | 1,78 | 0 / 14    | Estável |
|                         | Partido da Unidade Proletária           | 13 816    | 1,48 / 100,00   | Novo | 0 / 14    | Novo    |
|                         | Outros                                  | 18 887    | 2,01 / 100,00   |      | 0 / 14    |         |
| Votos Inválidos         | Votos Inválidos                         | 64 550    | 6,60 / 100,00   | 2,48 |           |         |
| Total                   | Total                                   | 977 826   | 100,00 / 100,00 |      | 14 / 14   |         |
| Eleitorado/Participação | Eleitorado/Participação                 | 1 034 450 | 94,53 / 100,00  | 1,86 |           |         |

#### Siena-Arezzo-Grosseto
| Partido                 | Partido                                 | Votos   | %               | +/-  | Deputados | +/-     |
| ----------------------- | --------------------------------------- | ------- | --------------- | ---- | --------- | ------- |
|                         | Partido Comunista Italiano              | 285 289 | 48,75 / 100,00  | 1,17 | 5 / 9     | Estável |
|                         | Democracia Cristã                       | 164 226 | 28,06 / 100,00  | 1,41 | 3 / 9     | Estável |
|                         | Partido Socialista Italiano             | 59 927  | 10,24 / 100,00  | 0,07 | 1 / 9     | Estável |
|                         | Movimento Social Italiano               | 19 680  | 3,36 / 100,00   | 0,08 | 0 / 9     | Estável |
|                         | Partido Republicano Italiano            | 14 571  | 2,49 / 100,00   | 0,05 | 0 / 9     | Estável |
|                         | Partido Socialista Democrático Italiano | 12 896  | 2,20 / 100,00   | 0,21 | 0 / 9     | Estável |
|                         | Partido Radical                         | 10 997  | 1,88 / 100,00   | 1,27 | 0 / 9     | Estável |
|                         | Partido da Unidade Proletária           | 7 309   | 1,25 / 100,00   | Novo | 0 / 9     | Novo    |
|                         | Outros                                  | 10 338  | 1,77 / 100,00   |      | 0 / 9     |         |
| Votos Inválidos         | Votos Inválidos                         | 30 464  | 5,05 / 100,00   | 1,55 |           |         |
| Total                   | Total                                   | 603 633 | 100,00 / 100,00 |      | 9 / 9     |         |
| Eleitorado/Participação | Eleitorado/Participação                 | 626 884 | 96,29 / 100,00  | 1,28 |           |         |

#### Ancona-Pesaro-Macerata-Ascoli Piceno
| Partido                 | Partido                                 | Votos     | %               | +/-  | Deputados | +/-     |
| ----------------------- | --------------------------------------- | --------- | --------------- | ---- | --------- | ------- |
|                         | Partido Comunista Italiano              | 373 014   | 38,08 / 100,00  | 1,80 | 7 / 17    | Estável |
|                         | Democracia Cristã                       | 371 358   | 37,91 / 100,00  | 1,12 | 7 / 17    | Estável |
|                         | Partido Socialista Italiano             | 77 622    | 7,92 / 100,00   | 0,36 | 1 / 17    | Estável |
|                         | Movimento Social Italiano               | 38 565    | 3,94 / 100,00   | 0,06 | 1 / 17    | Estável |
|                         | Partido Republicano Italiano            | 34 657    | 3,54 / 100,00   | 0,10 | 1 / 17    | 1       |
|                         | Partido Socialista Democrático Italiano | 27 459    | 2,80 / 100,00   | 0,06 | 0 / 17    | Estável |
|                         | Partido Radical                         | 22 826    | 2,33 / 100,00   | 1,61 | 0 / 17    | Estável |
|                         | Partido da Unidade Proletária           | 15 193    | 1,55 / 100,00   | Novo | 0 / 17    | Novo    |
|                         | Outros                                  | 18 828    | 1,92 / 100,00   |      | 0 / 17    |         |
| Votos Inválidos         | Votos Inválidos                         | 72 945    | 7,12 / 100,00   | 2,52 |           |         |
| Total                   | Total                                   | 1 024 659 | 100,00 / 100,00 |      | 17 / 17   | 1       |
| Eleitorado/Participação | Eleitorado/Participação                 | 1 101 597 | 93,02 / 100,00  | 2,69 |           |         |

#### Perugia-Terni-Rieti
| Partido                 | Partido                                 | Votos   | %               | +/-  | Deputados | +/-     |
| ----------------------- | --------------------------------------- | ------- | --------------- | ---- | --------- | ------- |
|                         | Partido Comunista Italiano              | 289 596 | 43,01 / 100,00  | 2,14 | 5 / 10    | 1       |
|                         | Democracia Cristã                       | 209 694 | 31,14 / 100,00  | 0,91 | 4 / 10    | Estável |
|                         | Partido Socialista Italiano             | 75 207  | 11,17 / 100,00  | 0,09 | 1 / 10    | Estável |
|                         | Movimento Social Italiano               | 34 473  | 5,12 / 100,00   | 0,41 | 0 / 10    | 1       |
|                         | Partido Republicano Italiano            | 17 727  | 2,63 / 100,00   | 0,10 | 0 / 10    | Estável |
|                         | Partido Radical                         | 13 672  | 2,03 / 100,00   | 1,46 | 0 / 10    | Estável |
|                         | Partido Socialista Democrático Italiano | 12 792  | 1,90 / 100,00   | 0,26 | 0 / 10    | Estável |
|                         | Partido da Unidade Proletária           | 8 526   | 1,27 / 100,00   | Novo | 0 / 10    | Novo    |
|                         | Outros                                  | 11 628  | 1,73 / 100,00   |      | 0 / 10    |         |
| Votos Inválidos         | Votos Inválidos                         | 38 653  | 5,53 / 100,00   | 1,68 |           |         |
| Total                   | Total                                   | 698 571 | 100,00 / 100,00 |      | 10 / 10   | 2       |
| Eleitorado/Participação | Eleitorado/Participação                 | 742 626 | 94,07 / 100,00  | 1,95 |           |         |

#### Roma-Viterbo-Latina-Frosinone
| Partido                 | Partido                                 | Votos     | %               | +/-  | Deputados | +/-     |
| ----------------------- | --------------------------------------- | --------- | --------------- | ---- | --------- | ------- |
|                         | Democracia Cristã                       | 1 166 059 | 36,51 / 100,00  | 0,83 | 20 / 54   | 1       |
|                         | Partido Comunista Italiano              | 965 904   | 30,24 / 100,00  | 5,80 | 16 / 54   | 4       |
|                         | Partido Socialista Italiano             | 274 258   | 8,59 / 100,00   | 0,99 | 5 / 54    | 1       |
|                         | Movimento Social Italiano               | 257 988   | 8,08 / 100,00   | 1,37 | 4 / 54    | 1       |
|                         | Partido Radical                         | 166 674   | 5,22 / 100,00   | 3,39 | 3 / 54    | 2       |
|                         | Partido Socialista Democrático Italiano | 109 577   | 3,43 / 100,00   | 0,10 | 2 / 54    | Estável |
|                         | Partido Republicano Italiano            | 106 298   | 3,33 / 100,00   | 0,01 | 2 / 54    | Estável |
|                         | Partido Liberal Italiano                | 61 142    | 1,91 / 100,00   | 0,69 | 1 / 54    | Estável |
|                         | Nova Esquerda Unida                     | 32 808    | 1,03 / 100,00   | 0,38 | 0 / 54    | 1       |
|                         | Partido da Unidade Proletária           | 28 954    | 0,91 / 100,00   | Novo | 1 / 54    | Novo    |
|                         | Outros                                  | 24 150    | 0,76 / 100,00   |      | 0 / 54    |         |
| Votos Inválidos         | Votos Inválidos                         | 165 366   | 5,00 / 100,00   | 1,51 |           |         |
| Total                   | Total                                   | 3 308 426 | 100,00 / 100,00 |      | 54 / 54   | 1       |
| Eleitorado/Participação | Eleitorado/Participação                 | 3 587 247 | 92,23 / 100,00  | 2,54 |           |         |

#### L'Aquila-Pescara-Chieti-Teramo
| Partido                 | Partido                                 | Votos   | %               | +/-  | Deputados | +/-     |
| ----------------------- | --------------------------------------- | ------- | --------------- | ---- | --------- | ------- |
|                         | Democracia Cristã                       | 361 677 | 45,68 / 100,00  | 1,48 | 7 / 14    | Estável |
|                         | Partido Comunista Italiano              | 246 125 | 31,08 / 100,00  | 3,80 | 5 / 14    | Estável |
|                         | Partido Socialista Italiano             | 59 801  | 7,55 / 100,00   | 0,21 | 1 / 14    | Estável |
|                         | Movimento Social Italiano               | 46 235  | 5,84 / 100,00   | 0,49 | 1 / 14    | Estável |
|                         | Partido Socialista Democrático Italiano | 20 612  | 2,60 / 100,00   | 0,08 | 0 / 14    | Estável |
|                         | Partido Radical                         | 18 221  | 2,30 / 100,00   | 1,68 | 0 / 14    | Estável |
|                         | Partido Republicano Italiano            | 14 136  | 1,79 / 100,00   | 0,05 | 0 / 14    | Estável |
|                         | Partido da Unidade Proletária           | 8 234   | 1,04 / 100,00   | Novo | 0 / 14    | Novo    |
|                         | Outros                                  | 16 805  | 2,12 / 100,00   |      | 0 / 14    |         |
| Votos Inválidos         | Votos Inválidos                         | 52 961  | 6,40 / 100,00   | 1,24 |           |         |
| Total                   | Total                                   | 827 082 | 100,00 / 100,00 |      | 14 / 14   |         |
| Eleitorado/Participação | Eleitorado/Participação                 | 995 738 | 83,06 / 100,00  | 6,46 |           |         |

#### Campobasso
| Partido                 | Partido                                 | Votos   | %               | +/-   | Deputados | +/-     |
| ----------------------- | --------------------------------------- | ------- | --------------- | ----- | --------- | ------- |
|                         | Democracia Cristã                       | 110 990 | 54,73 / 100,00  | 4,02  | 3 / 4     | Estável |
|                         | Partido Comunista Italiano              | 43 658  | 21,53 / 100,00  | 4,44  | 1 / 4     | Estável |
|                         | Partido Socialista Italiano             | 14 927  | 7,36 / 100,00   | 0,68  | 0 / 4     | Estável |
|                         | Movimento Social Italiano               | 10 535  | 5,19 / 100,00   | 0,79  | 0 / 4     | Estável |
|                         | Partido Socialista Democrático Italiano | 5 614   | 2,77 / 100,00   | 0,83  | 0 / 4     | Estável |
|                         | Partido Liberal Italiano                | 4 430   | 2,18 / 100,00   | 0,27  | 0 / 4     | Estável |
|                         | Partido Republicano Italiano            | 4 203   | 2,07 / 100,00   | 0,98  | 0 / 4     | Estável |
|                         | Partido Radical                         | 3 915   | 1,93 / 100,00   | 1,44  | 0 / 4     | Estável |
|                         | Partido da Unidade Proletária           | 3 557   | 1,75 / 100,00   | Novo  | 0 / 4     | Novo    |
|                         | Outros                                  | 979     | 0,48 / 100,00   |       | 0 / 4     |         |
| Votos Inválidos         | Votos Inválidos                         | 16 596  | 7,76 / 100,00   | 2,49  |           |         |
| Total                   | Total                                   | 214 000 | 100,00 / 100,00 |       | 4 / 4     |         |
| Eleitorado/Participação | Eleitorado/Participação                 | 285 313 | 75,01 / 100,00  | 10,41 |           |         |

#### Napoli-Caserta
| Partido                 | Partido                                 | Votos     | %               | +/-  | Deputados | +/-     |
| ----------------------- | --------------------------------------- | --------- | --------------- | ---- | --------- | ------- |
|                         | Democracia Cristã                       | 801 902   | 39,03 / 100,00  | 2,75 | 16 / 38   | 1       |
|                         | Partido Comunista Italiano              | 556 651   | 27,09 / 100,00  | 8,77 | 11 / 38   | 3       |
|                         | Movimento Social Italiano               | 207 988   | 10,12 / 100,00  | 1,34 | 4 / 38    | Estável |
|                         | Partido Socialista Italiano             | 177 297   | 8,63 / 100,00   | 1,42 | 3 / 38    | Estável |
|                         | Partido Socialista Democrático Italiano | 83 773    | 4,08 / 100,00   | 1,15 | 1 / 38    | Estável |
|                         | Partido Radical                         | 74 654    | 3,63 / 100,00   | 2,82 | 1 / 38    | 1       |
|                         | Partido Republicano Italiano            | 60 261    | 2,93 / 100,00   | 0,31 | 1 / 38    | Estável |
|                         | Democracia Nacional                     | 26 316    | 1,28 / 100,00   | Novo | 0 / 38    | Novo    |
|                         | Partido da Unidade Proletária           | 25 470    | 1,24 / 100,00   | Novo | 1 / 38    | Novo    |
|                         | Partido Liberal Italiano                | 24 306    | 1,18 / 100,00   | 0,09 | 0 / 38    | Estável |
|                         | Outros                                  | 16 014    | 0,78 / 100,00   |      | 0 / 38    |         |
| Votos Inválidos         | Votos Inválidos                         | 104 319   | 4,91 / 100,00   | 1,12 |           |         |
| Total                   | Total                                   | 2 124 572 | 100,00 / 100,00 |      | 38 / 38   | 1       |
| Eleitorado/Participação | Eleitorado/Participação                 | 2 434 519 | 87,27 / 100,00  | 2,92 |           |         |

#### Benevento-Avellino-Salerno
| Partido                 | Partido                                 | Votos     | %               | +/-  | Deputados | +/-     |
| ----------------------- | --------------------------------------- | --------- | --------------- | ---- | --------- | ------- |
|                         | Democracia Cristã                       | 497 873   | 48,58 / 100,00  | 2,62 | 10 / 18   | 1       |
|                         | Partido Comunista Italiano              | 211 147   | 20,60 / 100,00  | 4,66 | 4 / 18    | 1       |
|                         | Partido Socialista Italiano             | 111 962   | 10,92 / 100,00  | 2,07 | 2 / 18    | 1       |
|                         | Movimento Social Italiano               | 74 530    | 7,27 / 100,00   | 2,53 | 1 / 18    | 1       |
|                         | Partido Socialista Democrático Italiano | 45 009    | 4,39 / 100,00   | 0,12 | 1 / 18    | Estável |
|                         | Partido Republicano Italiano            | 19 327    | 1,89 / 100,00   | 0,53 | 0 / 18    | Estável |
|                         | Partido Radical                         | 18 663    | 1,82 / 100,00   | 1,33 | 0 / 18    | Estável |
|                         | Partido da Unidade Proletária           | 14 726    | 1,44 / 100,00   | Novo | 0 / 18    | Novo    |
|                         | Partido Liberal Italiano                | 12 955    | 1,26 / 100,00   | 0,42 | 0 / 18    | Estável |
|                         | Democracia Nacional                     | 10 584    | 1,03 / 100,00   | Novo | 0 / 18    | Novo    |
|                         | Outros                                  | 8 116     | 0,79 / 100,00   |      | 0 / 18    |         |
| Votos Inválidos         | Votos Inválidos                         | 64 826    | 6,07 / 100,00   | 1,61 |           |         |
| Total                   | Total                                   | 1 068 798 | 100,00 / 100,00 |      | 18 / 18   |         |
| Eleitorado/Participação | Eleitorado/Participação                 | 1 288 369 | 82,96 / 100,00  | 3,11 |           |         |

#### Bari-Foggia
| Partido                 | Partido                                 | Votos     | %               | +/-  | Deputados | +/-     |
| ----------------------- | --------------------------------------- | --------- | --------------- | ---- | --------- | ------- |
|                         | Democracia Cristã                       | 521 668   | 42,14 / 100,00  | 1,52 | 10 / 23   | Estável |
|                         | Partido Comunista Italiano              | 335 871   | 27,13 / 100,00  | 5,42 | 7 / 23    | 1       |
|                         | Partido Socialista Italiano             | 126 552   | 10,22 / 100,00  | 1,19 | 2 / 23    | Estável |
|                         | Movimento Social Italiano               | 102 665   | 8,29 / 100,00   | 1,50 | 2 / 23    | Estável |
|                         | Partido Socialista Democrático Italiano | 51 515    | 4,16 / 100,00   | 0,79 | 1 / 23    | Estável |
|                         | Partido Radical                         | 31 410    | 2,54 / 100,00   | 1,82 | 1 / 23    | 1       |
|                         | Partido Republicano Italiano            | 23 721    | 1,92 / 100,00   | 0,09 | 0 / 23    | Estável |
|                         | Partido Liberal Italiano                | 18 885    | 1,53 / 100,00   | 0,47 | 0 / 23    | Estável |
|                         | Outros                                  | 25 724    | 2,08 / 100,00   |      | 0 / 23    |         |
| Votos Inválidos         | Votos Inválidos                         | 77 231    | 5,98 / 100,00   | 1,47 |           |         |
| Total                   | Total                                   | 1 291 364 | 100,00 / 100,00 |      | 23 / 23   |         |
| Eleitorado/Participação | Eleitorado/Participação                 | 1 473 581 | 87,63 / 100,00  | 4,05 |           |         |

#### Lecce-Brindisi-Taranto
| Partido                 | Partido                                 | Votos     | %               | +/-  | Deputados | +/-     |
| ----------------------- | --------------------------------------- | --------- | --------------- | ---- | --------- | ------- |
|                         | Democracia Cristã                       | 448 173   | 43,63 / 100,00  | 0,62 | 9 / 18    | 1       |
|                         | Partido Comunista Italiano              | 269 469   | 26,23 / 100,00  | 4,40 | 5 / 18    | 1       |
|                         | Partido Socialista Italiano             | 104 639   | 10,19 / 100,00  | 0,90 | 2 / 18    | Estável |
|                         | Movimento Social Italiano               | 92 624    | 9,02 / 100,00   | 0,61 | 2 / 18    | Estável |
|                         | Partido Socialista Democrático Italiano | 36 002    | 3,50 / 100,00   | 0,73 | 0 / 18    | Estável |
|                         | Partido Republicano Italiano            | 20 456    | 1,99 / 100,00   | 0,12 | 0 / 18    | Estável |
|                         | Partido Radical                         | 18 787    | 1,83 / 100,00   | 1,26 | 0 / 18    | Estável |
|                         | Partido da Unidade Proletária           | 13 647    | 1,33 / 100,00   | Novo | 0 / 18    | Novo    |
|                         | Partido Liberal Italiano                | 11 179    | 1,09 / 100,00   | 0,46 | 0 / 18    | Estável |
|                         | Outros                                  | 12 253    | 1,19 / 100,00   |      | 0 / 18    |         |
| Votos Inválidos         | Votos Inválidos                         | 65 417    | 6,10 / 100,00   | 1,65 |           |         |
| Total                   | Total                                   | 1 071 667 | 100,00 / 100,00 |      | 18 / 18   |         |
| Eleitorado/Participação | Eleitorado/Participação                 | 1 200 987 | 89,23 / 100,00  | 2,34 |           |         |

#### Potenza-Matera
| Partido                 | Partido                                 | Votos   | %               | +/-  | Deputados | +/-     |
| ----------------------- | --------------------------------------- | ------- | --------------- | ---- | --------- | ------- |
|                         | Democracia Cristã                       | 156 475 | 43,62 / 100,00  | 0,84 | 4 / 7     | Estável |
|                         | Partido Comunista Italiano              | 103 572 | 28,87 / 100,00  | 4,47 | 2 / 7     | 1       |
|                         | Partido Socialista Italiano             | 39 296  | 10,95 / 100,00  | 0,68 | 1 / 7     | Estável |
|                         | Movimento Social Italiano               | 20 870  | 5,82 / 100,00   | 0,21 | 0 / 7     | Estável |
|                         | Partido Socialista Democrático Italiano | 12 770  | 3,56 / 100,00   | 1,11 | 0 / 7     | Estável |
|                         | Partido da Unidade Proletária           | 7 105   | 1,98 / 100,00   | Novo | 0 / 7     | Novo    |
|                         | Partido Radical                         | 5 959   | 1,66 / 100,00   | 1,22 | 0 / 7     | Estável |
|                         | Partido Republicano Italiano            | 4 420   | 1,23 / 100,00   | 0,30 | 0 / 7     | Estável |
|                         | Outros                                  | 8 245   | 2,30 / 100,00   |      | 0 / 7     |         |
| Votos Inválidos         | Votos Inválidos                         | 28 534  | 7,52 / 100,00   | 2,16 |           |         |
| Total                   | Total                                   | 379 262 | 100,00 / 100,00 |      | 7 / 7     | 1       |
| Eleitorado/Participação | Eleitorado/Participação                 | 447 346 | 84,78 / 100,00  | 3,90 |           |         |

#### Catanzaro-Cosenza-Reggio di Calabria
| Partido                 | Partido                                 | Votos     | %               | +/-  | Deputados | +/-     |
| ----------------------- | --------------------------------------- | --------- | --------------- | ---- | --------- | ------- |
|                         | Democracia Cristã                       | 476 963   | 42,78 / 100,00  | 3,42 | 10 / 23   | Estável |
|                         | Partido Comunista Italiano              | 297 172   | 26,66 / 100,00  | 6,26 | 6 / 23    | 2       |
|                         | Partido Socialista Italiano             | 142 833   | 12,81 / 100,00  | 1,31 | 3 / 23    | Estável |
|                         | Movimento Social Italiano               | 78 116    | 7,01 / 100,00   | 1,75 | 2 / 23    | Estável |
|                         | Partido Socialista Democrático Italiano | 35 711    | 3,20 / 100,00   | 0,53 | 1 / 23    | 1       |
|                         | Partido Radical                         | 21 617    | 1,94 / 100,00   | 1,45 | 0 / 23    | Estável |
|                         | Partido da Unidade Proletária           | 19 811    | 1,78 / 100,00   | Novo | 1 / 23    | Novo    |
|                         | Partido Republicano Italiano            | 18 540    | 1,66 / 100,00   | 0,45 | 0 / 23    | Estável |
|                         | Outros                                  | 24 065    | 2,16 / 100,00   |      | 0 / 23    |         |
| Votos Inválidos         | Votos Inválidos                         | 88 517    | 7,53 / 100,00   | 1,77 |           |         |
| Total                   | Total                                   | 1 175 398 | 100,00 / 100,00 |      | 23 / 23   |         |
| Eleitorado/Participação | Eleitorado/Participação                 | 1 508 553 | 77,92 / 100,00  | 6,70 |           |         |

#### Catania-Messina-Siracusa-Ragusa-Enna
| Partido                 | Partido                                 | Votos     | %               | +/-  | Deputados | +/-     |
| ----------------------- | --------------------------------------- | --------- | --------------- | ---- | --------- | ------- |
|                         | Democracia Cristã                       | 622 132   | 42,39 / 100,00  | 1,19 | 12 / 27   | Estável |
|                         | Partido Comunista Italiano              | 317 740   | 21,65 / 100,00  | 5,97 | 6 / 27    | 2       |
|                         | Partido Socialista Italiano             | 148 001   | 10,08 / 100,00  | 1,72 | 3 / 27    | 1       |
|                         | Movimento Social Italiano               | 138 607   | 9,44 / 100,00   | 3,28 | 3 / 27    | 1       |
|                         | Partido Socialista Democrático Italiano | 72 600    | 4,95 / 100,00   | 1,77 | 1 / 27    | Estável |
|                         | Partido Republicano Italiano            | 49 193    | 3,35 / 100,00   | 0,44 | 1 / 27    | Estável |
|                         | Partido Radical                         | 40 249    | 2,74 / 100,00   | 1,87 | 1 / 27    | 1       |
|                         | Partido Liberal Italiano                | 26 751    | 1,82 / 100,00   | 0,15 | 0 / 27    | 1       |
|                         | Democracia Nacional                     | 20 929    | 1,43 / 100,00   | Novo | 0 / 27    | Novo    |
|                         | Partido da Unidade Proletária           | 16 340    | 1,11 / 100,00   | Novo | 0 / 27    | Novo    |
|                         | Outros                                  | 15 247    | 1,04 / 100,00   |      | 0 / 27    |         |
| Votos Inválidos         | Votos Inválidos                         | 117 351   | 7,56 / 100,00   | 1,87 |           |         |
| Total                   | Total                                   | 1 552 501 | 100,00 / 100,00 |      | 27 / 27   | 2       |
| Eleitorado/Participação | Eleitorado/Participação                 | 1 869 718 | 83,03 / 100,00  | 5,06 |           |         |

#### Palermo-Trapani-Agrigento-Caltanissetta
| Partido                 | Partido                                 | Votos     | %               | +/-  | Deputados | +/-     |
| ----------------------- | --------------------------------------- | --------- | --------------- | ---- | --------- | ------- |
|                         | Democracia Cristã                       | 594 739   | 45,24 / 100,00  | 1,87 | 12 / 25   | Estável |
|                         | Partido Comunista Italiano              | 267 975   | 20,38 / 100,00  | 7,03 | 5 / 25    | 2       |
|                         | Partido Socialista Italiano             | 131 567   | 10,01 / 100,00  | 0,28 | 3 / 25    | 1       |
|                         | Movimento Social Italiano               | 84 010    | 6,39 / 100,00   | 2,78 | 2 / 25    | Estável |
|                         | Partido Republicano Italiano            | 60 255    | 4,58 / 100,00   | 1,31 | 1 / 25    | Estável |
|                         | Partido Socialista Democrático Italiano | 57 085    | 4,34 / 100,00   | 1,06 | 1 / 25    | Estável |
|                         | Partido Radical                         | 42 698    | 3,25 / 100,00   | 2,29 | 1 / 25    | 1       |
|                         | Partido Liberal Italiano                | 25 567    | 1,94 / 100,00   | 0,47 | 0 / 25    | Estável |
|                         | Democracia Nacional                     | 18 648    | 1,42 / 100,00   | Novo | 0 / 25    | Novo    |
|                         | Partido da Unidade Proletária           | 15 962    | 1,21 / 100,00   | Novo | 0 / 25    | Novo    |
|                         | Outros                                  | 16 116    | 1,23 / 100,00   |      | 0 / 25    |         |
| Votos Inválidos         | Votos Inválidos                         | 100 612   | 7,24 / 100,00   | 1,27 |           |         |
| Total                   | Total                                   | 1 388 814 | 100,00 / 100,00 |      | 25 / 25   |         |
| Eleitorado/Participação | Eleitorado/Participação                 | 1 785 185 | 77,80 / 100,00  | 6,08 |           |         |

#### Cagliari-Sassari-Nuoro
| Partido                 | Partido                                 | Votos     | %               | +/-  | Deputados | +/-     |
| ----------------------- | --------------------------------------- | --------- | --------------- | ---- | --------- | ------- |
|                         | Democracia Cristã                       | 352 669   | 38,11 / 100,00  | 1,74 | 7 / 17    | Estável |
|                         | Partido Comunista Italiano              | 293 536   | 31,72 / 100,00  | 3,82 | 6 / 17    | 1       |
|                         | Partido Socialista Italiano             | 82 421    | 8,91 / 100,00   | 0,39 | 2 / 17    | 1       |
|                         | Movimento Social Italiano               | 57 861    | 6,25 / 100,00   | 0,97 | 1 / 17    | Estável |
|                         | Partido Radical                         | 31 928    | 3,45 / 100,00   | 2,61 | 1 / 17    | 1       |
|                         | Partido Socialista Democrático Italiano | 30 201    | 3,26 / 100,00   | 0,68 | 0 / 17    | Estável |
|                         | Partido Republicano Italiano            | 17 700    | 1,91 / 100,00   | 0,09 | 0 / 17    | Estável |
|                         | Partido Sardo de Ação                   | 17 673    | 1,91 / 100,00   | Novo | 0 / 17    | Novo    |
|                         | Partido da Unidade Proletária           | 12 228    | 1,32 / 100,00   | Novo | 0 / 17    | Novo    |
|                         | Partido Liberal Italiano                | 12 088    | 1,31 / 100,00   | 0,20 | 0 / 17    | Estável |
|                         | Nova Esquerda Unida                     | 9 845     | 1,06 / 100,00   | 0,51 | 0 / 17    | Estável |
|                         | Outros                                  | 7 311     | 0,79 / 100,00   |      | 0 / 17    |         |
| Votos Inválidos         | Votos Inválidos                         | 52 189    | 5,43 / 100,00   | 2,07 |           |         |
| Total                   | Total                                   | 960 704   | 100,00 / 100,00 |      | 17 / 17   | 1       |
| Eleitorado/Participação | Eleitorado/Participação                 | 1 098 937 | 87,42 / 100,00  | 3,76 |           |         |

#### Valle d'Aosta
| Partido                 | Partido                            | Votos  | %               | +/-  | Deputados | +/-     |
| ----------------------- | ---------------------------------- | ------ | --------------- | ---- | --------- | ------- |
|                         | UV-DP-PLI                          | 33 250 | 45,24 / 100,00  | -    | 1 / 1     | -       |
|                         | Unidade de Esquerda (PCI-PSI-PdUP) | 23 909 | 32,53 / 100,00  | 3,00 | 0 / 1     | 1       |
|                         | DC-PSDI-PRI                        | 13 442 | 18,29 / 100,00  | -    | 0 / 1     | Estável |
|                         | Movimento Social Italiano          | 2 077  | 2,83 / 100,00   | 0,09 | 0 / 1     | Estável |
|                         | Democracia Nacional                | 824    | 1,12 / 100,00   | Novo | 0 / 1     | Novo    |
| Votos Inválidos         | Votos Inválidos                    | 11 860 | 14,70 / 100,00  | 5,50 |           |         |
| Total                   | Total                              | 80 686 | 100,00 / 100,00 |      | 1 / 1     |         |
| Eleitorado/Participação | Eleitorado/Participação            | 87 770 | 91,93 / 100,00  | 0,66 |           |         |

#### Trieste
| Partido                 | Partido                                 | Votos   | %               | +/-   | Deputados | +/-     |
| ----------------------- | --------------------------------------- | ------- | --------------- | ----- | --------- | ------- |
|                         | Lista por Trieste                       | 62 816  | 28,73 / 100,00  | Novo  | 1 / 3     | Novo    |
|                         | Democracia Cristã                       | 50 936  | 23,30 / 100,00  | 13,13 | 1 / 3     | 1       |
|                         | Partido Comunista Italiano              | 50 080  | 22,91 / 100,00  | 5,75  | 1 / 3     | Estável |
|                         | Partido Radical                         | 13 602  | 6,22 / 100,00   | 3,16  | 0 / 3     | Estável |
|                         | Movimento Social Italiano               | 13 167  | 6,02 / 100,00   | 4,15  | 0 / 3     | Estável |
|                         | Partido Socialista Italiano             | 8 385   | 3,84 / 100,00   | 3,12  | 0 / 3     | Estável |
|                         | Partido Socialista Democrático Italiano | 5 136   | 2,35 / 100,00   | 0,75  | 0 / 3     | Estável |
|                         | Movimento Friuli                        | 4 596   | 2,10 / 100,00   | Novo  | 0 / 3     | Novo    |
|                         | Partido Republicano Italiano            | 3 782   | 1,73 / 100,00   | 2,84  | 0 / 3     | Estável |
|                         | Partido Liberal Italiano                | 2 188   | 1,00 / 100,00   | 0,99  | 0 / 3     | Estável |
|                         | Outros                                  | 3 922   | 1,79 / 100,00   |       | 0 / 3     |         |
| Votos Inválidos         | Votos Inválidos                         | 9 291   | 4,13 / 100,00   | 0,90  |           |         |
| Total                   | Total                                   | 224 754 | 100,00 / 100,00 |       | 3 / 3     |         |
| Eleitorado/Participação | Eleitorado/Participação                 | 239 167 | 93,97 / 100,00  | 2,10  |           |         |